# 威廉·F·雷诺兹
威廉·富兰克林·雷诺兹（英語：William Franklin Raynolds，1820年3月17日—1894年10月18日）是美国工程师、探险家，曾于美墨战争和南北战争期间担任美国陆军军官。作为陆军测绘工兵队的一员，他曾于1859至1860年间引领雷诺兹远征，这成为他一生中最知名的事迹。
19世纪50年代期间以及内战结束后，雷诺兹是多个灯塔建设项目的首席工程师。在他的监督下，许多河流和港口得以疏浚，航运条件获得改善。雷诺兹对包括五大湖在内的许多地区进行勘测，绘制出很多岛屿和海岸线的地图。由他监督建造的灯塔中有多座至今仍在使用，并且还有些已经入选国家史迹名录。
1848年，美军占领墨西哥城，雷诺兹与其他多位美国陆军人员成为史上首批确认登上该国最高峰奥里萨巴山的人，这很可能在不经意间创下北美登山高度的新纪录并保持了50年之久。1859年，雷诺兹带队探索黄石河上游地区，该地区之后会发展成黄石国家公园，这次探险人称雷诺兹远征，是联邦政府资助的第一次针对该地区的探险。由于遭遇峭壁和深厚的积雪，远征队未能到达黄石公园的核心地带，雷诺兹等人被迫转向南下，经过风河山北部的尤宁山口后，最终穿过蒂顿岭南部进入皮埃尔洞。
雷诺兹曾于美国内战期间参与河谷会战的克罗斯基斯战役，一年后还负责驻防西弗吉尼亚州军事要地哈珀斯费里。1865年3月13日，雷诺兹因立功表现加衔准将。1884年3月17日，雷诺兹以永久上校军衔从工兵队退役，为40余年的军旅生涯划上句点。1894年10月18日，威廉·富兰克林·雷诺兹在底特律辞世，享年74岁。

## 早年生活
威廉·富兰克林·雷诺兹于1820年3月17日生于俄亥俄州的坎顿，他的父亲也叫威廉·雷诺兹（William Raynolds，1789年11月2日－1829年9月20日），母亲叫伊丽莎白·西伯里·雷诺兹（Elizabeth Seabury Raynolds，1796年－1853年4月13日），菲斯克（Fisk）是母亲的娘家姓，两人共有6个孩子，小威廉排名第4。小威廉的爷爷也叫威廉·雷诺兹（1764－1814年），曾参与1812年战争，并于1812年4月12日至1813年4月13日担任连队上尉，还曾在战争期间晋升少校，听从刘易斯·卡斯调遣。
1839年7月1日，小威廉获得任命，进入位于纽约州西点的西点军校。1843年，他在全班39名学员中以第5名的成绩毕业，他的同学包括威廉·富兰克林（William B. Franklin）、雷诺兹的朋友约瑟夫·J·雷诺兹（Joseph J. Reynolds）和之后会成为美国总统的尤利西斯·辛普森·格兰特。雷诺兹很年轻时就结了婚，但两人膝下没有子女。

## 从军生涯
雷诺兹首先成为美国第5步兵团加衔少尉，但几星期后就转调至美国陆军测绘工兵队。该兵团的主要工作是为陆军测量地形、绘制地图，于1863年并入工兵队。雷诺兹在测绘工兵队的第一个任务是于1843至1844年间担任助理地貌工程师，协助改善俄亥俄河的导航，然后再于1844到1847年测绘美国的东北边界。

### 美墨战争

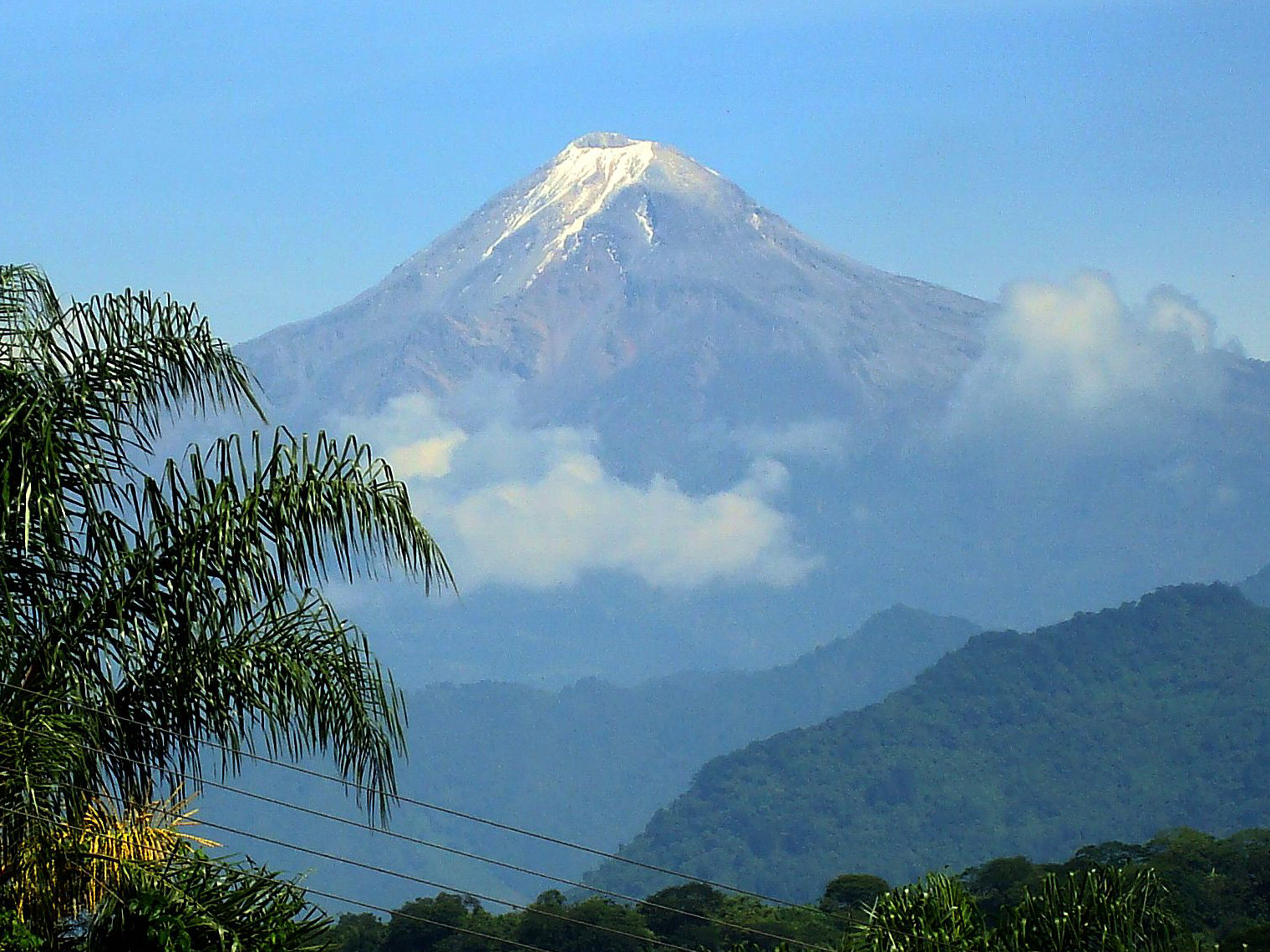
雷诺兹一度认为奥里萨巴山是北美洲的最高峰

美国与墨西哥的战争一触即发之际，测绘工兵队被派至边境，协助陆军做战前准备。美墨战争期间，雷诺兹跟随温菲尔德·斯科特从墨西哥湾港口城市韦拉克鲁斯经陆上进军至墨西哥城。美军在此战后占领墨西哥城及周边地区，雷诺兹等人开始探测附近山脉并着手绘制地图。他们成为历史上首批确认登上奥里萨巴山顶峰的人，这座位于19°01′48″N 97°16′12″W / 19.03000°N 97.27000°W的山高约5680米，是墨西哥境内最高峰，也是北美洲第三高峰。在连续几个月的时间里，雷诺兹与多位陆军和海军军官一起寻找前往奥里萨巴山的最佳途径。为了便于登峰，他们计划在长绳上增加冰爪和爪锚，并且这些冰爪和爪锚就附在鞋子上，登峰时的落脚点就可以成为冰爪和爪锚的投射点，以确保众人能够安全地爬上峭壁并穿越冰川。当地村民称，从未有任何人成功登上过奥里萨巴山，对此所做的任何努力都注定徒劳无功，这更坚定了美国人要向墨西哥人证明人类可以登上这座山的决心。
1848年5月上旬，由近50名军官组成的登山探险队乘火车离开奥里萨巴。在茂密的丛林中徒步前行数天后，探险队逐渐进入山区，地势缓慢拔高，之后在海拔3700米处建立大本营。5月10日清晨，有20余名登山队员从大本营出发，对顶峰发起最后冲刺，但最终成功登顶的只有包括雷诺兹在内的廖廖数人。据登山家兼作家利·奥滕伯格（Leigh N. Ortenburger）记载，这一壮举很可能在无意之间创下了北美登山运动海拔高度的新纪录，并且保持了50年之久。雷诺兹估计，奥里萨巴山顶峰的海拔高度为5458米，这一数据略高于此前的预估值，但仍低于现代测量值。由于当时北美洲还没有发现过更高的山峰，因此雷诺兹认为奥里萨巴山是新大陆的最高峰。峰顶的火山口由冰雪覆盖，估计有370至590米宽，91米深。墨西哥人一度对美国人是否登上过奥里萨巴山提出质疑，直至1851年，一支法国探险队在峰顶发现了一面美国国旗，旗杆上刻有年份：1848。

### 灯塔工程师
从墨西哥返回美国后，雷诺兹继续绘制美加边境地图，测绘工作早在战争爆发前就已开始。接下来，他投身水资源开发项目，为日渐膨胀的首都华盛顿哥伦比亚特区开发水资源。雷诺兹在五大湖区域斟测了数年之久，测绘湖岸线的同时也在为灯塔选址。雷诺兹先后晋升中尉和上尉，再于1857年获派为泽西海岸沿岸和德玛瓦半岛海域设计灯塔，并监督其建设工作。19世纪50年代末，雷诺兹分别监督了特拉华州芬威克岛灯塔和新泽西州开普梅灯塔的建设工作。1859年，他改建了佛罗里达州朱庇特的朱庇特水湾灯塔。

### 雷诺兹远征

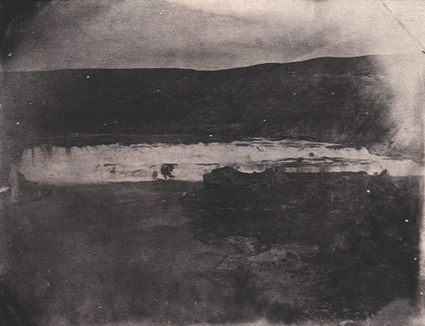
詹姆斯·D·哈顿于1860年拍摄的这张密苏里河大瀑布的照片是为数不多的几张于雷诺兹远征期间拍摄并留存至今的照片。当时的摄影技术还很落后，因此照片的效果也很差。

1859年初，雷诺兹带领远征队，对蒙大拿州和怀俄明州境内的黄石地区进行斟测。以求“在切实可行范围内（确认）所有与……本国印第安人、当地农业和矿物资源……河流可通航性、地形特征，以及各种设备或是建筑道路和铁路所面临障碍……有关的事项。”远征队由几名技术人员组成，如摄影师兼地图师詹姆斯·D·哈顿（James D. Hutton）、画家兼地图绘制员安东·施波恩（Anton Schönborn），以及地质学家兼博物学家费汀南德·凡德威尔·海登（Ferdinand Vandeveer Hayden），其中海登之后还多次重返黄石地区斟测。亨利··梅纳迪尔（Henry E. Maynadier）中尉是雷诺兹的副手。远征队由30人的步兵小分队护送，并获得了6万美元的联邦资助。经验丰富的山地居民吉姆·柏瑞哲获聘担任向导。
雷诺兹远征于1859年5月下旬在密苏里州圣路易斯开始，众人乘汽船沿密苏里河逆流而上到达南达科他州的新皮埃尔堡（New Fort Pierre）。6月下旬，远征队离开新皮埃尔堡，从陆路前进，在萨皮堡遇到了乌鸦印第安人。据雷诺兹记载，乌鸦族的“人口规模与邻近的印第安人相比很小，但他们都是有名的勇士，而且从通常的报道来看，他们在面对其他任何部落时很少会落败，除非人数上远远不及对方”。雷诺兹对乌鸦族酋长红熊（Red Bear）深感钦佩，远征队向红熊保证，不会在他们的领地逗留，只是需要经过，然后雷诺兹等人送给乌鸦族人7匹马，换取穿过对方领地的许可。
雷诺兹派梅纳迪尔带领分队前去探索唐河，该河是黄石河的主要支流。与梅纳迪尔同行的詹姆斯··哈顿和苏族语翻译泽弗·雷孔特拉（Zephyr Recontre）顺路前去对一处孤立岩层进行斟测，人类在1857年的一次探险期间就从远处看到了这一岩层。之后该岩层获名魔鬼塔，哈顿则是首位到达此地的欧洲移民后裔。雷诺兹之后只简略提及过远征队的这一经历，从未加以详细阐述。到1859年9月2日时，雷诺兹率领的分队已沿黄石河到达蒙大拿州中南部、与比格霍恩河（Bighorn River）交汇的地区。两组分队于1859年10月12日会师，然后在位于怀俄明州中部普拉特河岸的迪尔克里克站过冬。

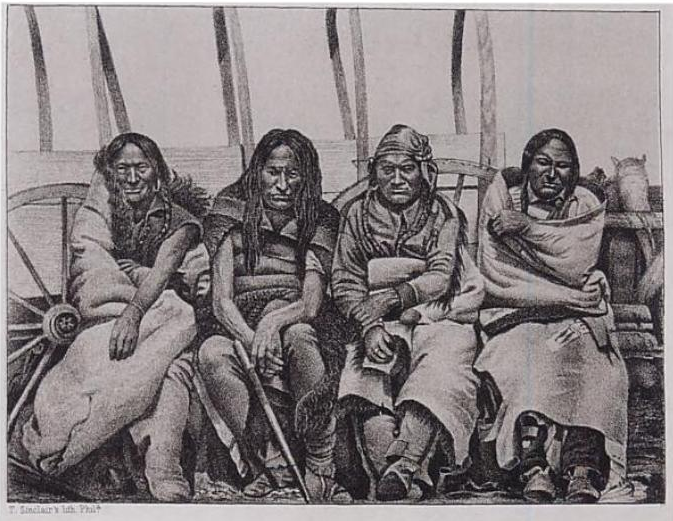
詹姆斯·D·哈顿在探险期间拍下的照片是这幅名为《阿拉帕霍部落的酋长们》（Principal Chiefs of the Arapaho Tribe）版画的创作依据

1860年5月，远征队再度启程。雷诺兹带领的分队朝北面和西面前进，到达比格霍恩河上流——如今名为温德河（Wind River）——地区，希望能按探险向导吉姆·布里杰（Jim Bridger）的指引通过托加蒂隘口穿越阿布萨罗卡岭。与此同时，梅纳迪尔带领另一分队北上前去探索比格霍恩河，并对该河支流做更全面的斟测。两支队伍原计划于1860年6月30日在蒙大拿州斯里福克斯聚首，以便大家一起观测预计会在1860年7月18日出现的日全食。但由于行进路上遇到玄武岩峭壁和很深的积雪，雷诺兹等人在对托加蒂隘口顶端侦测了一个多星期后，还是因6月30日的截止日期临近而不得不放弃，转向南下前往三福克斯。布里杰带队南下经过风河山北部的另一处隘口，雷诺兹将该隘口命名为尤宁山口（Union Pass），其西面则是杰克逊洞（Jackson Hole）和蒂顿岭（Teton Range）。接下来远征队向西北方向前进，从蒂顿山口穿过蒂顿岭南部，然后进入皮埃尔洞，这里如今属爱达荷州地界。雷诺兹一行按时赶到了三福克斯，但梅纳迪尔带领的分队迟到了数日，导致队伍不能及时北上观测日食。两支分队会合后开始返回，从蒙大拿州顿堡乘汽船前往位于如今蒙大拿州和北达科他州边界附近的尤宁堡，然后又从陆路前去内布拉斯加州的奥马哈，远征队于1860年10月在此解散。

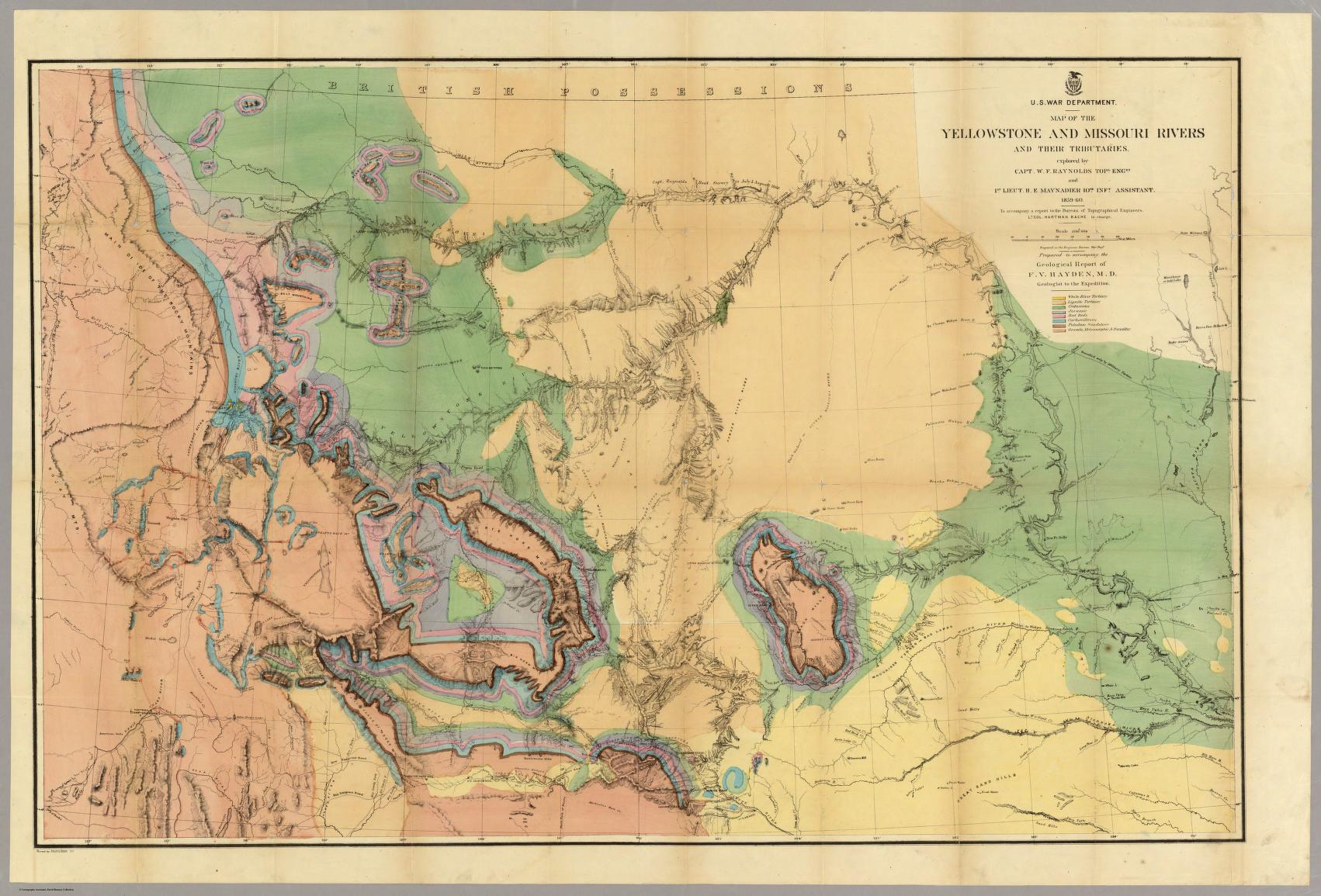
哈顿绘制的远征地质图，于1869年出版。

雷诺兹远征在探索之后会成为黄石国家公园的地区方面并不成功，但这是历史上首次有美国联邦政府资助的远征队进入杰克逊洞并观测到蒂顿岭。远征队行进距离超过4000公里，探索面积近65万平方公里。1859年，雷诺兹向东部发去初步报告，报告中称，历史上数量曾非常多的美洲野牛正因其皮的经济价值而遭人类屠杀，并且速度非常惊人，这一物种可能很快就会灭绝。由于雷诺兹接下来马上就投身南北战争，此后又染上重病，因此他的报告直到1868年才发出。远征期间收集的研究数据、植物样本，以及化石和地质标本都送到了史密森尼学会，但由于战争爆发，这些素材真到战后才得到细致的研究。哈顿绘制的大部分画作均已失落，施波恩的作品遗失得更多，费汀南德·凡德威尔·海登之后又多次对黄石地区进行探索，他1883年递交的报告中包含有多幅施波恩的石印版画作。

### 美国内战
内战爆发后，雷诺兹返回哥伦比亚特区，于1861年7月成为弗吉尼亚和北卡罗莱纳战争部的首席地形工程师。由于军队没有足够的军用地图，因此雷诺兹带领手下工兵开始对弗吉尼亚州进行斟测并绘制地图，涉及范围也包括当时弗吉尼亚州西部、仍然忠于北方联邦的地区，该区域之后会成为新的西弗吉尼亚州。1862年，雷诺兹加入约翰·弗里蒙特率领的山区战争部，追击石墙杰克森直至雪伦多亚河谷，还参与了克罗斯基斯战役。
河谷会战后，雷诺兹花了两个月时间养病，再于1863年1月成为中部战争部和第8军总工程师。1863年3月，雷诺兹已晋升测绘工兵队少校，罗伯特·李在盖茨堡战役期间率领邦联陆军第二次向北方突袭时对西弗吉尼亚州战略地位非常重要的哈珀斯费里构成威胁，雷诺兹则负责城池防守。1863年3月31日，测绘工兵队取消独立编制，并入工兵队，雷诺兹继续在陆军工兵队任职。两支部队的军官都根据晋升时间保留原有军衔。
随着内战尾声临近，拉科塔族的威胁逐渐浮现，雷诺德对五大湖地区的知识和经验就变得比指挥防守哈珀斯费里更为重要。1864年4月，他返回五大湖，成为测绘工作和灯塔建设的主管工程师，此后再也没有返回战场。就在战争正式结束前，雷诺兹于1865年3月13日因立功表现晋升准将。

### 战后经历

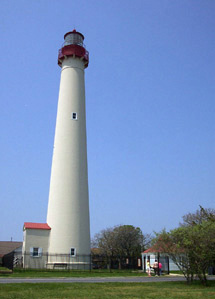
1859年由雷诺兹监督建造的开普梅灯塔仍在使用，并于1973年入选国家史迹名录。

内战结束后，工兵队开始对美国的河流和港口进行改善。雷诺兹监督了阿肯色河、密西西比河与密苏里河的疏浚和通航改善工作。他还为多个港口的疏浚和建设项目出谋划策，包括水牛城港，密歇根州贝林县新布法罗（New Buffalo）的避难港，宾夕法尼亚州伊利的伊利港，还包括密苏里州圣路易斯和伊利诺伊州麦迪逊县奥尔顿（Alton）的河港。1864至1870年，雷诺兹担任督导工程师，为五大湖地区数十座灯塔选址并监督其建设工作。1867年3月7日，雷诺兹晋升工兵队中校，然后开始监督美国墨西哥湾沿岸地区的灯塔建设，后又于1874年在新泽西州督导赫里福德湾灯塔的建设。1881年1月2日，雷诺兹再度晋升，获得工兵队永久上校军衔，接下来继续参与许多港口和河流通航的改善工作直至1884年退役，这时他的军旅生涯已经超过40年。
雷诺兹从部队退役前获选为长老宗长老。1893年，雷诺兹与西点军校的老同学重聚，据参与聚会的约瑟夫·雷诺兹回忆，威廉这时虽已退役近10年，但看起来身体健康，很有活力，棕色的头发上只“零星带有一些灰色”。1894年10月18日，威廉·富兰克林·雷诺兹在密歇根州底特律辞世，身后遗骨下葬在俄亥俄州坎顿，他给遗孀留下大笔遗产，估计数额在5万至10万美元之间（相当于如今的1,831,200至3,662,400美元）。他的遗嘱中还进一步指示，所有房产在夫人去世后将捐赠给长老宗教会。

## 影响
1848年，雷诺兹率众登上墨西哥奥里萨巴山顶峰，比1854年至1865年人类征服阿尔卑斯山许多高峰的登山黄金时代更早。这也是人类历史上首次有计划和针对性地攀登主要高峰，这一过程中涉及的物流、规划工作，以及使用的基本登山装备，使得这次行动成为当时人类最重大的登山探险之一。虽然雷诺兹远征未能进入之后黄石国家公园的核心地带，但这一过程中绘制的许多地图都令之后探索黄石地区的探险家得以受益。雷诺兹还为比格霍恩盆地找到合适的行车路线，为之后横贯北美大陆的铁路寻找到更适合的路线。雷诺兹远征还进一步证实，黄石地区的河流存在众多急流和陡坡，因此基本上都不适合汽船航行。雷诺兹设计了许多灯塔，还监督了不少灯塔的建设，这些灯塔中有多座至今仍在使用，有些还入选国家史迹名录。
至少有两处地理方位以威廉·雷诺兹命名。位于蒙大拿州西南部和爱达荷州东北部（44°42′40″N 111°28′11″W / 44.71111°N 111.46972°W），雷诺兹远征队跨越大陆分水岭的山口命名为雷诺兹山口；1938年，蒂顿岭的一座孤峰（位于43°52′15″N 110°49′30″W / 43.87083°N 110.82500°W）得名雷诺兹峰。费汀南德·凡德威尔·海登将已灭绝的一种田螺属腹足动物化石残留标本命名为“雷诺兹螺”（Viviparus raynoldsanus）来纪念雷诺兹，该标本是一次探险期间在粉河盆地发现的。